# Фукале, Закари
Зака́ри «Зак» Фука́ле (англ. Zachary "Zach" Fucale; род. 28 мая 1995, Лаваль, Квебек) — канадский хоккеист, вратарь клуба «Динамо-Минск»

## Карьера

### Клубная карьера
Профессиональную карьеру начал в клубе QMJHL «Галифакс Мусхедз». Уже в первом сезоне установил свой первый рекорд, одержав 32 победы — рекордное достижение для вратарей-новичков Лиги Квебека. По итогам сезона получил первый в карьере приз — Раймон Лагасе Трофи и был вызван в юношескую сборную Канады на Мемориал Глинки, с которого привёз первые в своей карьере золотые медали международного хоккейного турнира. Осенью 2012 года был основным вратарём сборной клубов QMJHL на Subway Super Series. Сезон 2012/13 стал триумфальным и для Фукале, и для его команды: «Галифакс» впервые в своей истории завоевал Мемориальный кубок, а его вратарь, побив рекорд по числу побед среди вратарей команды, установленный Жан-Себастьяном Жигером, был выбран в символические сборные как Лиги Квебека, так и розыгрыша Мемориального кубка. На драфте 2013 года Фукале, в ноябре 2012 года названный Центральным Бюро Скаутов НХЛ лучшим по рейтингу североамериканским вратарём предстоящего драфта, был выбран во втором раунде самым титулованным клубом НХЛ — «Монреаль Канадиенс» и уже в сентябре подписал с клубом контракт новичка и принял участие в тренинг-кемпе «Монреаля». В сезоне 2013/14 добавил к своим трофеям сразу 2 приза: Поль Дюмон Трофи и Жак Плант Мемориал Трофи. В декабре 2014 года, перед отъездом на молодёжный чемпионат мира, Зак сменил клуб, перейдя в «Квебек Ремпартс». На чемпионате мира добился наивысшего на данный момент достижения в карьере, завоевав золотые медали чемпионата.
6 июля 2023 года подписал двухлетний контракт с российским хоккейным клубом «Трактор». В общей сложности провел за «Трактор» 127 матчей, одержав 72 победы с процентом отраженных бросков 92,5 и коэффициентом надежности 2.25. В сезоне-2024/25 вместе с командой дошел до финала Кубка Гагарина.
4 июня 2025 года подписал двухлетний контракт с белорусским хоккейным клубом «Динамо Минск». По словам агента, в межсезонье также велись переговоры с санкт-петербургским СКА.

### Карьера в сборной
Вызывался последовательно в юниорскую и молодёжную сборную Канады. В составе юниорской сборной выиграл Мемориал Глинки 2012 года, в составе молодёжной сборной дважды принимал участие в молодёжных чемпионатах мира: в 2014 и 2015 годах, завоевав со сборной золотые медали чемпионата 2015 года.

## Достижения

### «Награды»
| Год   | Команда          | Достижение               |
| QMJHL | QMJHL            | QMJHL                    |
| ----- | ---------------- | ------------------------ |
| 2012  | Галифакс Мусхедз | Раймон Лагасе Трофи      |
| 2012  | Галифакс Мусхедз | Мемориал Глинки          |
| 2013  | Галифакс Мусхедз | Мемориальный кубок       |
| 2014  | Галифакс Мусхедз | Поль Дюмон Трофи         |
| 2014  | Галифакс Мусхедз | Жак Плант Мемориал Трофи |
| АХЛ   |                  |                          |
| 2023  | Херши Бэрс       | Кубок Колдера            |

### Сборная
| Год  | Команда | Достижение |
| МЧМ  | МЧМ     | МЧМ        |
| ---- | ------- | ---------- |
| 2015 | Канада  | Золото     |